# Tupaia minor
La tupaya enana o tupaya pigmea (Tupaia minor) es una especie de tupaya perteneciente a la familia Tupaiidae. La especie es nativa de Tailandia, Malasia e Indonesia.
El nombre genérico deriva de la palabra malaya tupai significando ardilla o animal pequeño que se parece a una ardilla.

## Distribución
Las poblaciones de Tupaia minor se distribuyen a lo largo de Tailandia, la península de Malasia, la isla de Sumatra, el archipiélago de Lingga (Indonesia), isla de Borneo, las islas Laut (Indonesia), y las islas de Banguey y Balambangan (Malasia). En el  "Catalogue of Mammal Skins in Sarawak Museum, Kuching, Sarawak",  se han recogido más de 30 individuos de Tupaia minor entre 1891 y 1991. Los especímenes fueron mayoritariamente recolectados en los montes Penrisen, Dulit, Poi, Gunung Gading, Bau, Ulu Baram, Saribas, Kuching y en Forest Research.
La especie no tiene ningún registro de fósil.

## Morfología y aspecto
Tupaia minor puede distinguirse de otras tupayas por su aspecto. La especie suele presentar unas bandas de pelaje claro y oscuro en la parte superior del cuerpo dándole un aspecto que varía del color oliva al marrón. La parte superior es más peluda y habitualmente es más rojiza hacia el extremo posterior del cuerpo. Las extremidades anteriores y posteriores tienen una longitud similar y presentan unas garras desarrolladas. La longitud total máxima es de aproximadamente 450 mm, la mitad de los cuales pertenecen a la cola . La cola es larga y delgada, su parte dorsal es más oscura que el cuerpo del animal.

## Comportamiento, dieta y reproducción
Normalmente, Tupaia minor es una especie de hábitos diurnos. Se le suele ver entre 3 y 8 metros sobre el suelo, ocasionalmente por encima de los 20 metros, moviéndose a lo largo de las lianas o las ramas de los árboles pequeños. Pasan la mayoría del tiempo en la tierra y en arbustos bajos, anidando en raíces y en árboles caídos. Tupaia minor se desplaza en una posición semi-plantígrada, lo que le permite mantener su centro de gravedad cerca de los árboles. Las garras de sus extremidades anteriores y posteriores son bastante afiladas y curvadas, lo que le es muy útil cuando trepan. 
La tupaya enana es omnívora; pues su dieta incluye insectos y fruta. El orden Scandentia tiene poca importancia económica puesto que solo son responsables de pequeños daños en cultivos y plantaciones. Sin embargo, Tupaia minor puede ser un gran agente dispersor para muchas especies de Ficus.
Las camadas de entre una y tres crías nacen después de un período de gestación de 45-55 días. Su esperanza de vida es de 9-10 años.